# Oliviero Troia
Oliviero Troia (Bordighera, província d'Imperia, 1 de setembre de 1994) és un ciclista italià, professional des del 2017, actualment a l'equip UAE Team Emirates.

## Palmarès
- 2014
  - 1r al Trofeu Gavardo Tecmor
- 2016
  - Vencedor d'una etapa a la Volta al Bidasoa

### Resultats al Tour de França
- 2018. 133è de la classificació general

### Resultats a la Volta a Espanya
- 2019. 150è de la classificació general